# A csillagképek története

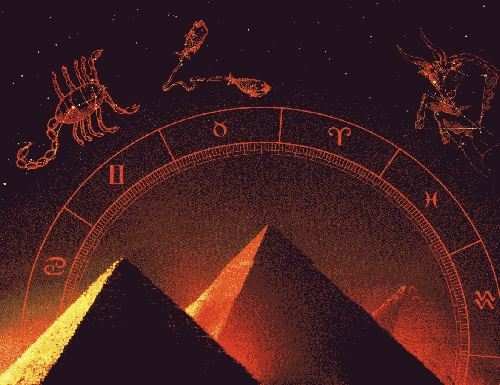
Egyiptomi asztronómiai ábrázolás

Az éjszakai égbolt csillagai közti könnyebb eligazodás érdekében, az emberek már évezredekkel ezelőtt az egymáshoz közel látszó fényesebb csillagok csoportjait, emberi vagy isteni lények, állatok vagy tárgyak képével ruházták fel. Ma is ez a „csillagkép” – latin eredetű szóval konstelláció – egyik jelentése. Minden népnek megvoltak a saját csillagképei, így a magyaroknak is, de a nagyobb kultúrnépeké is jól ismerhető. Az sem meglepő, hogy egymástól teljesen függetlenül is számos, nagyjából ugyanazon csillagcsoportból alkottak csillagképeket, más-más néven. Az európai kultúrkörben a görög mitológián alapuló csillagképrendszer honosodott meg és a csillagászatban ez vált nemzetközivé.

Egyes csillagképeken belül előfordulnak önálló névvel rendelkező csoportosulások: ezeket csillagalakzatoknak, idegen szóval aszterizmusoknak nevezzük.
Éjszaka majd fölnézel a csillagokra. Az enyém sokkal kisebb, semhogy megmutathatnám, hol van. De jobb is így. Számodra az én csillagom egy lesz valamerre a többi csillag közt. Így aztán minden csillagot szívesen nézel majd... Mind a barátod lesz.

## Történetük
Ismereteink szerint az első csillagkatalógust Si Cseng kínai csillagász készítette el az i.e. IV. században, amely körülbelül 800 csillag leírását tartalmazta. Csang Heng tudós pedig az i. sz. I. században olyan művet alkotott, amely már 2500 csillagot foglalt katalógusba.
A ma ismert és szabványosított csillagképek első ismert forrása Aratosz Phaenomena című versbe szedett munkája, melyben felsorolja az i. e. 275-ben – vagyis saját korában –, ismert csillagképeket. A csillagképek leírását és mondáit a Kr. u. 1. században Gaius Iulius Hygini, Ovidius barátja, kiegészítette. Az utazóknál rendkívül fontos volt a csillagok ismerete, mert a hajósok ezeket használták navigációra. Az északi félgömbön főleg mitológiai alakok és hétköznapi állatok alakjai találhatók meg. A déli félgömbön pedig a körző, mikroszkóp, tukán, repülőhal, légszivattyú csillagképeket találjuk. A talán legtovább használt csillagkatalógust Ptolemaiosz Klaudiosz készítette, aki az Alexandriából szabad szemmel látható 1022 csillagot sorolja fel Syntaxis (i. sz. 140) című munkájában, mely arab fordításban, Almageszt néven terjedt el. Mindegyik csillagra megadta égi koordinátájukat és fényességüket. Ezt a munkát a 8-9. század fordulóján al-Mámún kalifa arabra fordíttatta, később pedig mások arabról latinra fordították. Az arab csillagászok újabb mérésekkel kiegészítve és pontosítva Ptolemaiosz addigi munkáját a 9. században megalkották al-Mámún kalifa táblázatait, amelyeket Damaszkusz-táblázatoknak neveztek el. Ezt a katalógus egészen a 13. századig a legpontosabb jegyzéknek tartották, addig, amíg X. Alfonz király el nem készíttette az ún. Alfonz-táblázatokat.

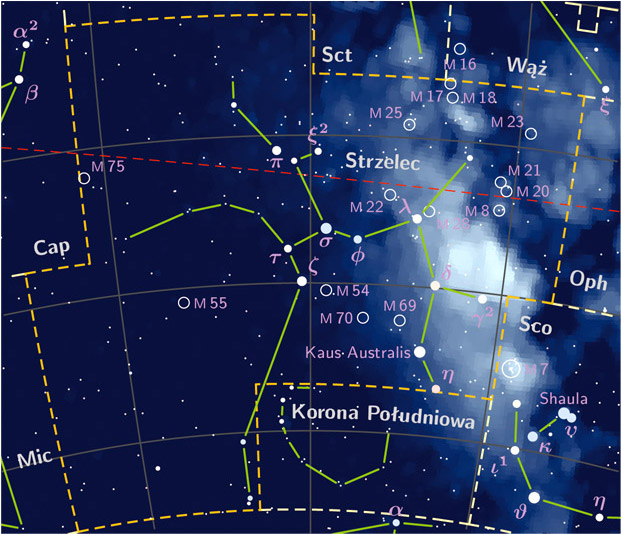
A Nyilas csillagkép térképe

A dán Tycho Brahe, készítette el a szabad szemes korszak utolsó nagy felmérését: 25 éven keresztül figyelte meg a csillagokat és 777 csillag helyzetét adta meg minden addiginál nagyobb pontossággal. Munkája halála után, 1602-ben jelent meg – alig pár évvel a távcső megjelenése előtt.

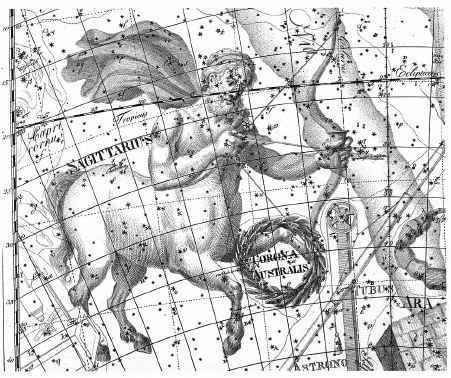
A Nyilas csillagkép Johannn Bayer Uranometriájában

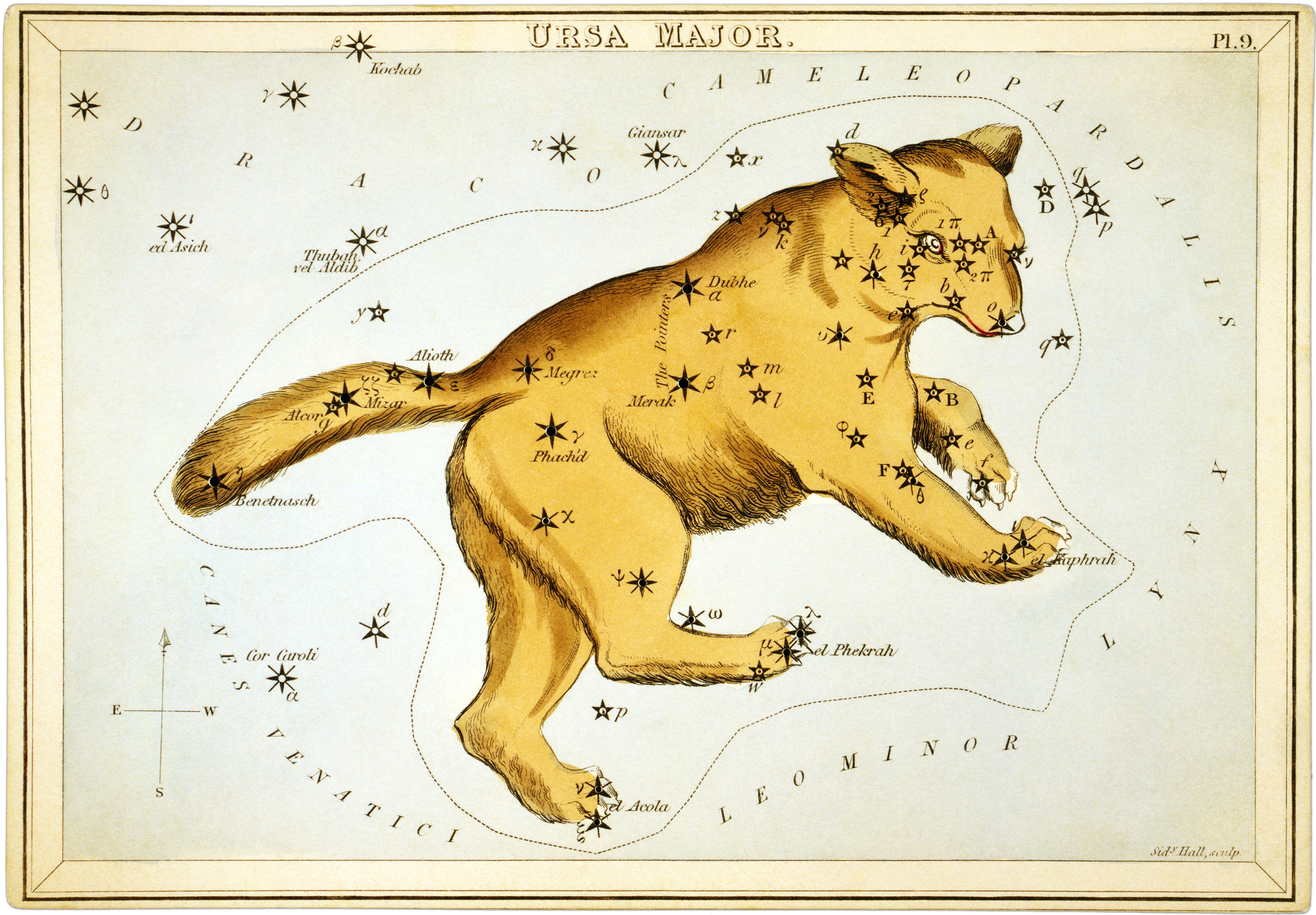
A Nagy Medve csillagkép

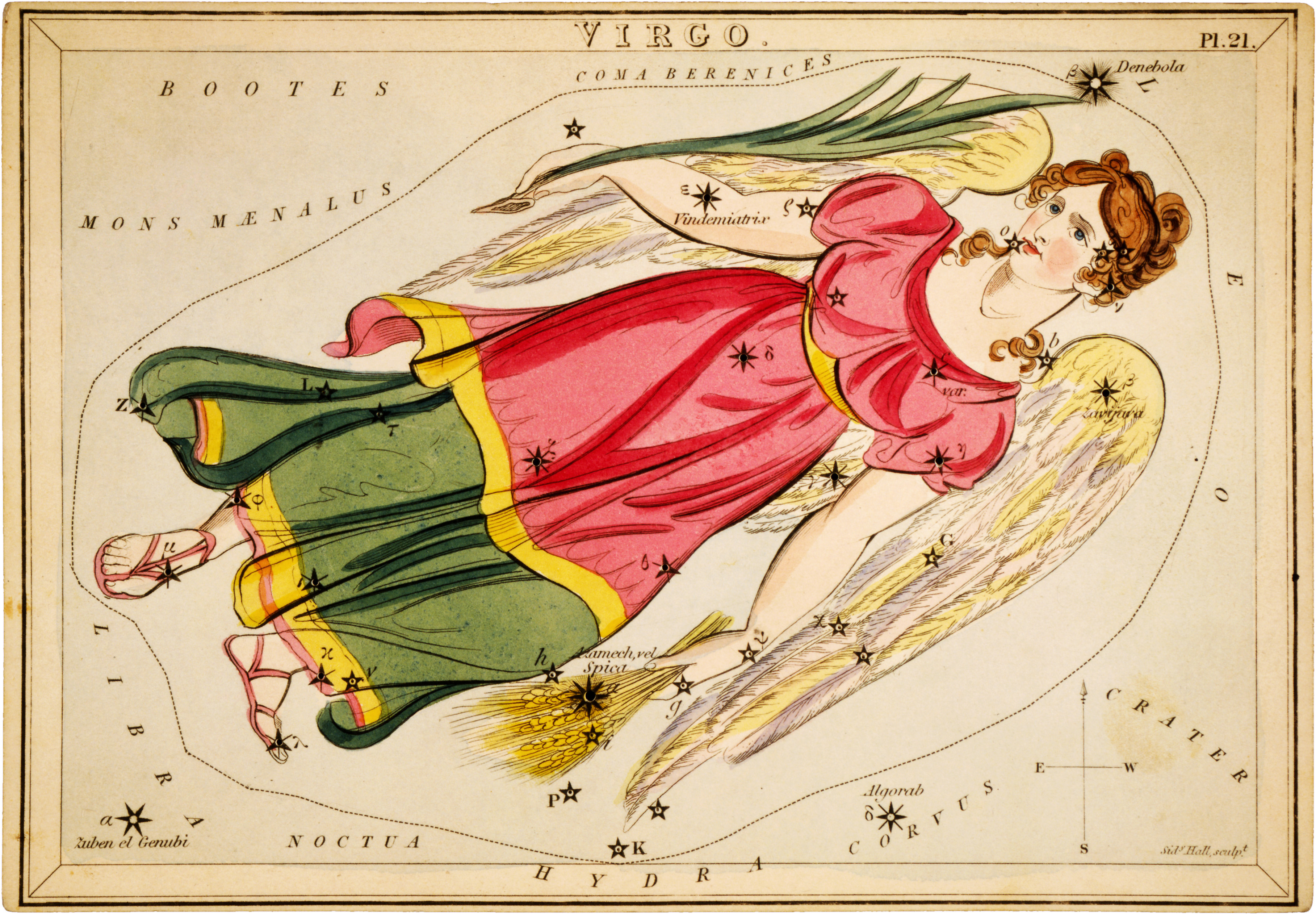
A Szűz csillagkép

A 17–18. században a déli féltekén utazó hajósok feltérképezték a déli félteke addig európaiak által nem látott csillagait és elnevezték őket. Ezeket már felhasználta Johann Bayer az Uranometria (1603) című munkájában, ami 12 új csillagképet is tartalmazott. Bayer a legfényesebb csillagok megnevezésére egy ma is használt módszert vezetett be: a csillagokat görög betűkkel azonosította, melyet birtokos esetben kapcsolt a csillagkép latin nevéhez: Alpha Centauri: a Kentaur csillagkép alfája (=legfényesebb csillaga) (lásd: Bayer-féle jelölés).
A nagy földrajzi felfedezések időszaka, különösen a 17. század a csillagtérképészet aranykora volt. A déli féltekén csillagászati és hajózási műszerekről nevezték el a csillagképeket. Az északi félteke csillagképei közötti üres helyeket is kitöltötték új csillagképekkel, sokszor a legújabb tudományos-technikai találmányokat az égbe juttatva – micsoda különbség a görög mitológiához képest, ahol sokszor Zeusz jutalmazta meg a halandókat vagy halhatatlanokat azzal, hogy az égbe kerüljenek.
Új csillagképeket vezetett be a lengyel Johannes Hevelius (1690), többek között királya és pártfogója, Sobieski Pajzsa nevűt. A francia Lacaille is több déli csillagképet nevezett el. Ezek egy része megmaradt, mások az 1922-es szabványosításkor eltűntek; így például a magyar Hell Miksa által költött György Hárfája is.
Az ellenreformáció és a barokk időszakában egyes túlbuzgó térképészek a teljes „pogány” csillagtérképet keresztény csillagképekre cserélték le: így lett Andreas Cellarius térképén 1708-ban a 12 állatövi csillagképből a 12 apostol, az Argonauták hajójából Noé bárkája.
A csillagképek a 19. század elejéig az európai térképeken mindig mitologikus alakjaik részletgazdag rajzával együtt jelentek meg: olyan csillagtérkép, ahol csak a csillagok lettek volna feltüntetve, elképzelhetetlen volt, még a török–arab világban is. A csillagászok panaszkodtak is, hogy a mitologikus ábrázolások áttekinthetetlenné teszik a térképeket. Az első olyan csillagtérképek, melyek a maiakhoz hasonlóan csak a csillagképek körvonalait vonalakkal kötötték össze, a kínaiaknál jelentek meg. A 17. századtól több olyan kínai csillagtérkép készült, melyek készítésében európaiak is részt vettek. Az első széles körben ismert európai térképet, mely csak vonalakat használt, Charles Dien készítette 1851-ben. Később a képek és vonalak teljesen eltűntek és a nagy csillagabroszokon már csak a fekete pontok maradtak.
A fényképezés elterjedésével a fotólemezek váltak csillagatlasszá: ennél pontosabban nem rögzíthető a csillagok helyzete. A legnagyobb ilyen vállalkozás a Palomar Sky Survey volt 1951-ben; 1870 darab fotólemezen kb. 500 millió csillagot és 10 millió galaxist tartalmaz, 20-21 magnitúdó határfényességig, de csak nagyságrendekkel kevesebbnek tartalmazza a koordinátáit is.
A Nemzetközi Csillagászati Unió 1922-ben szabványosította a csillagképeket, latin nevüket is egységesítve, 1928-ban pedig elfogadták a csillagképek határvonalait. 1930-ban 88 latin elnevezésű csillagképet fogadtak el, és ezek a különös formákkal és szabálytalan határvonalakkal szemben már meghatározott kiterjedést kaptak, a rektaszcenziós és deklinációs koordináták mentén.
Amint a mind nagyobb távcsövek megjelentek, egyre több – halványabb – csillag vált láthatóvá és katalogizálhatóvá. A katalógusok fő jellemzője az, hogy milyen halványságig tartalmazzák a csillagokat és milyen plusz információkat közölnek róluk (színkép, távolság). Az 1997-ben kiadott Hipparcos-katalógus 118 ezer csillag adatait tartalmazza: a Hipparcos-műhold több millió mérése alapján ezen csillagok helyzetét, távolságát, mozgását és luminozitását.
A távolságadatokból számítógépen kirajzolható a csillagokból vagy távoli galaxisokból álló tér háromdimenziós térképe is. Pontosan olyan, amilyet a sci-fikben látni lehet. A számítógépes adatbázisokból a képernyőn kirajzolt virtuális térkép előnye, hogy a világűrben mozoghatunk vele: a csillagos ég máshogy néz ki az Orionból nézve, mint tőlünk. Térképet rajzolni mind a 100 ezer csillagból már csak ezért is fölösleges: egy dinamikus adatbázis szolgál a legjobb térképként.
A ködök és csillaghalmazok legismertebb katalógusa a New General Catalogue (NGC). A távoli, kisebb távcsővel halvány, elmosódott foltként látszó objektumok katalógusát (Messier-katalógus) eredetileg azért készítette Charles Messier, hogy az üstököskutatóknak felsorolja azokat a helyeket, ahol üstökössel összetéveszthető foltok láthatók az égen. A Sloan Digital Sky Survey 2005-ig 180 millió csillag és galaxis adatait rögzítette.

## Asztrológia és asztronómia

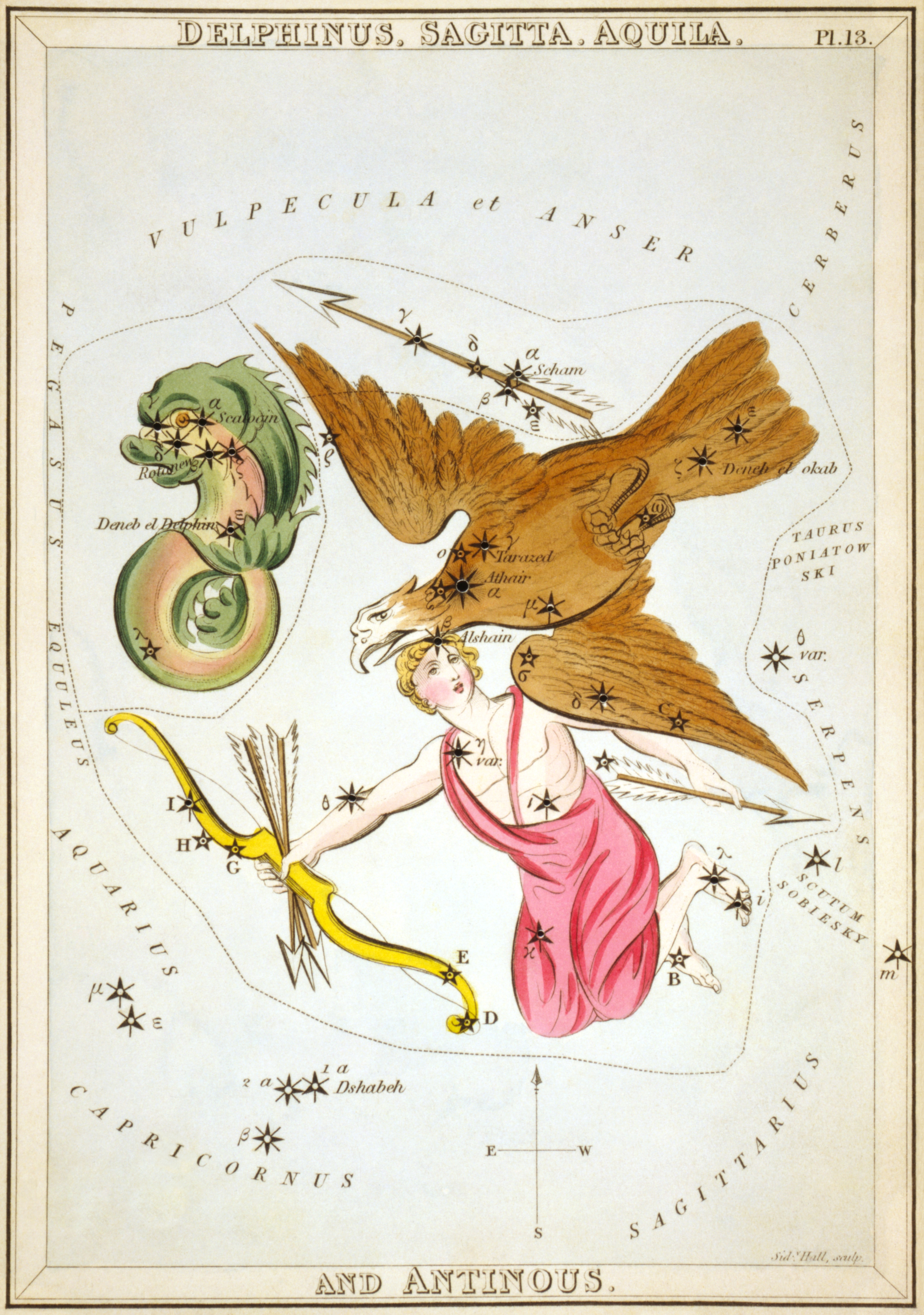
A Delfin, a Nyilas és a Sas csillagkép

Az asztrológiát, a csillagjóslás tudományát áltudománynak tekintik, de az emberiség az idők kezdete óta hiszi, hogy a csillagok irányítják sorsunkat. Nagy tudósok és írók, így Puskin, Shakespeare, Newton, Kepler, Arisztotelész, Dosztojevszkij, Goethe vagy Berlioz is komolyan kutatták és foglalkoztak vele.
Az asztrológia az ókor óta az égitestek állásának az ember születésére és így az egész életére gyakorolt hatásával foglalkozik, állítása szerint képes leírni és megjósolni az ember viselkedését a horoszkópja alapján. A naptári évet 12 hónapra osztották fel a csillagképek elhelyezkedése szerint, az öv minden jegye 30 fokot kapott, és annak alapján nevezték el, ahogy a Nap éppen melyikben tartózkodott. Ezeket nevezzük zodiákus csillagképeknek. Sokáig csak 12 zodiákus jegyet tartottak számon, de 1994-től megjelent egy új csillagjegy, amely a Skorpió és a Nyilas közé ékelődik be és az Ophiuchus, Kígyótartó nevet kapta. A zodiákus csillagjegyek nem egyenlő kiterjedésűek. A valóságban nem azok a csillagjegyek aktuálisak, amit az asztrológusok állítanak, mert a földtengely precessziós mozgása miatt a jegyek azóta már eltolódtak. A földtengely ingásának következtében a tavaszpont elmozdul, és egy 25 920 éves ciklus folyamán végigvándorol az ekliptika mentén, bár éppen ellentétes irányban, mint a Nap az év folyamán. Tehát ha felnézünk az égre, nem azokat a jegyeket látjuk, amelyeket az általánosan elterjedt horoszkópok mutatnak.
A kelták ősidőktől 13 hónapra osztották az évet, és a hónapokat az arra a hónapra jellemző fáról nevezték el, ez a fa horoszkóp ma is nagyon népszerű. A hónapokat tíz napos dekádokra osztották fel, és eszerint jellemezték az abban a jegyben születetteket.
Az azték kultúrában 20 csillagjegyet tartottak számon az ismert 12 nyugatitól eltérően. A természet szimbólumai alapján alkották meg a nevüket, mint például a Fű, a Víz, a Kutya. Jóslataik az életre, az emberi környezetre vonatkoztak, egyszerűek, lényegre törőek voltak.
A csillagászat vagy más néven az asztronómia a földön kívüli jelenségek megfigyelésével és magyarázatával foglalkozó tudomány, amelyet nem szabad összekeverni az asztrológiával. Bár mindkét tudománynak közös a gyökere, de míg az asztrológia a kulturális hagyomány talaján áll, addig az asztronómia szigorúan a tudományos megközelítés híve.